# 小林知美
小林 知美（こばやし ともみ、11月15日 - ）は、日本のタレントである。2015年4月、旧芸名高松 知美（たかまつ ともみ）から本名の小林知美に変更。長野県を拠点に活動中。
岩手県盛岡市出身。元太田プロダクション所属。

## プロフィール
- 身長: 169cm
- 血液型: A型
- 星座: さそり座
- 出身地: 岩手県盛岡市
- 特技: もの作り、心境画、大食い、節約創作料理、温泉ソムリエ
- 趣味: 旅行、アウトトドア、写真、食べ歩き、飲み歩き

## 略歴
- 2000年デビュー。モデルとして活動するとともに、仙台放送の「ヨジテレビ!」のレポーター、NHK教育テレビの「NHK高校講座・理科総合A・B」の司会などを務める。
- 2007年6月、太田プロダクションに所属。東京を拠点にＴＶレポーターやイベントのＭＣなどを務める。中でも特技の大食いを活かしたグルメレポーターで注目される。また、同事務所の芸能人女子フットサルチーム「YOTSUYACLOVERS」に入団。背番号は「12」。
- 2013年10月1日に一般男性と入籍。2014年6月28日に挙式。
- 2014年6月30日付けで、太田プロダクションを退社。
- 2015年4月、産休・育休を経て、本名である小林知美として長野県を拠点にフリーで復帰。

## 出演

### テレビ
- ワンダフル（TBS）
- ここがヘンだよ日本人（TBS）
- NHK高校講座 理科総合A・B（NHK教育、2006年度 - 2009年度）
- いいものハンター モノホンズ(東日本放送）
- 宮城の魅力100選（東日本放送）
- シースルーナイトFEVER（東日本放送）
- ヨジテレビ!（仙台放送）
- 体感TVぐらまらす（東北放送）
- あッ!晴れテレビ（ミヤギテレビ）
- うわさのマンション(ミヤギテレビ)
- 阿藤快の体感しちゃいました（ミヤギテレビ）
- コロネコカップ春の全国小学生ドッジボール選手権
- 24thテレビショッピング(QVC）
- 東北大学100周年記念まつり（仙台放送、2007年8月25日）
- 浜ちゃんと!（読売テレビ、2007年9月5日）
- 朝だ!生です旅サラダ（朝日放送）
- サンデージャポン（TBS）
- めざましテレビ公認　わがまま!気まま!旅気分・みやぎ湯巡り大縦断!〜湯けむりの奥でこけしの微笑を見た!〜（BSフジ・仙台放送、2008年2月23日） - 狩野英孝、出射由佳と共演。
- イツザイ（テレビ東京） - 2008年10月『ハッスル・第2のインリン様オーディション』
- 爆笑!ものまねウォーズ（TBSテレビ、2011年1月2日）
- いきなり!黄金伝説。（テレビ朝日、2012年4月12日）
- ダチョ・リブレ（テレ朝チャンネル、2012年10月21日） - へらクレス編アシスタントの一人として
- ぐるっと1周! 海と山を遊び尽くせ2013（SBC信越放送、2013年7月）
- 土曜はこれダネッ!（NBS長野放送、2019年10月5日 - ） - 中継リポーター
- ずくだせテレビ（SBC信越放送、2020年10月1日 - ） - 中継リポーター 他コーナー担当

### ラジオ
- Radioダイナマイト!（TBCラジオ）
- ASIAN 美少女FILE（USEN）
- 有吉弘行のSUNDAY NIGHT DREAMER（JFNC）
- 情報わんさかGO!GO!ワイド らじ☆カン（SBC信越放送）木曜・金曜レギュラー
- MiXxxxx+（SBC信越放送）金曜レギュラー（2020年10月2日 - 2022年9月30日）

### 映画
- 大帝の剣（2006年）

### CM
- ベネッセ 進研ゼミ（2006年）
- ダイアナ（2006年）
- NTTドコモ新潟
- うつくしま未来博（2001年）
- 東邦銀行
- 羽後ガス
- メガネの松田
- ほっかほっか亭
- 柏屋
- ネッツトヨタ岩手
- ホテル東日本
- ホテルいちらく
- メットライフ生命保険（2010年）
- 綿半
- カーブス

### 舞台
- TOXIC Audio（2006年）